# Triunfo Potiguar
Triunfo Potiguar là một đô thị thuộc bang Rio Grande do Norte, Brasil. Đô thị này có diện tích 268,706 km², dân số năm 2007 là 3728 người, mật độ 13,9 người/km².